# Орлик (часопис)
«Орлик» — український часопис культури та суспільного життя. Видавався в таборі переміщених осіб «Орлик» у Берхтесгадені в Баварських Альпах (Західна Німеччина) протягом 1946—48 за редакцією Т.Лапичака. До 5-го номера (1946) — часопис таборового життя. З 6-го номера (1946) — часопис культури та суспільного життя. Вийшло 22 номери. Друкувалися прозові твори, публіцистичні статті, розвідки та матеріали з різних наукових галузей і дисциплін, рецензії та огляди, хроніка й інформація про світські події, українське громадське, політичне, наукове та культурно-освітнє життя на еміграції, бібліографія тощо. 
У часопису публікувалися статті відомих українських учених Л.Білецького, Ю.Бойка-Блохіна, П.Герасименка, П.Голубенка, О.Грицая, В.Державина, Б.Крупницького, В.Петрова (Бера), В.Радзикевича, А.Фіголя, М.Шлемкевича та ін., поезії Ю.Липи, О.Ольжича, О.Теліги та ін. У 9-му номері (1947) журналу був надрукований лист Д.Донцова до голови Мистецького українського руху У.Самчука про дискусію стосовно шляхів розвитку української літератури в міжвоєнний час. Вміщувалися переклади статей Д.-Ф.Даллеса, П.Друкера, А.Лоу, Е.Муньє, Д.-Л.Сайерса, матеріали про новації в європейському інтелектуальному житті та модерні філософські течії (екзистенціалізм, персоналізм та ін.).